# Eickerhöfe

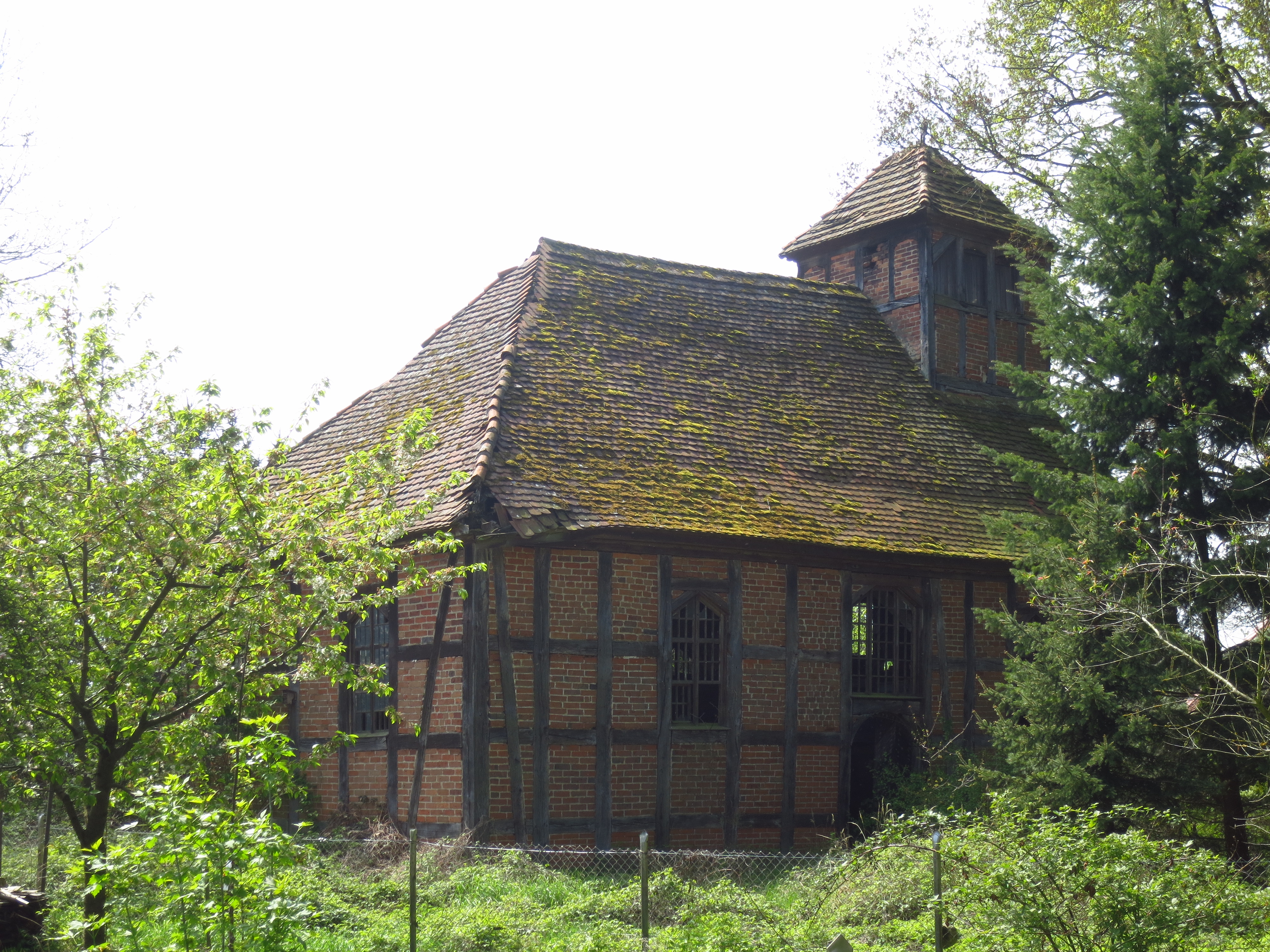
Gutskapelle Eickerhöfe

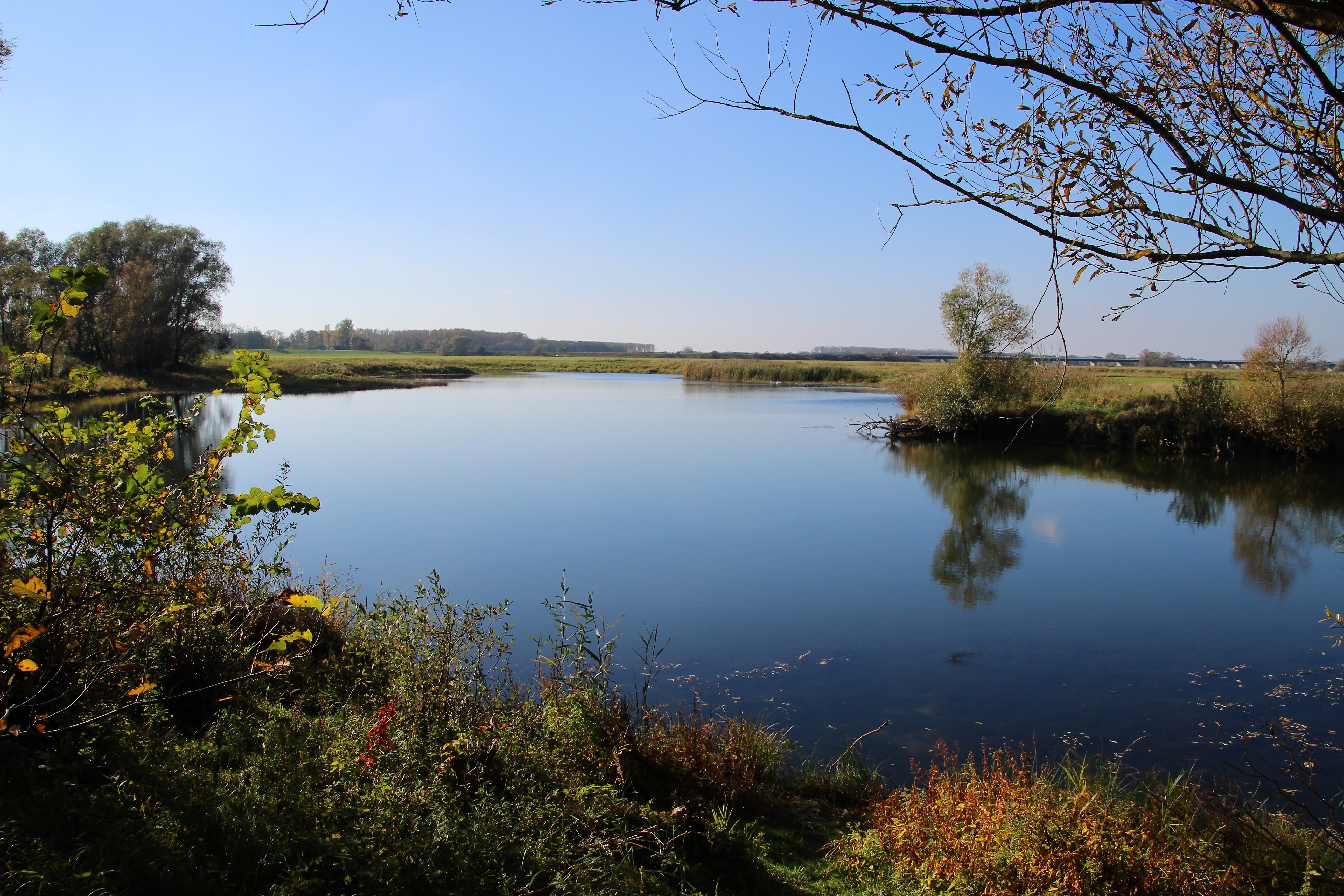
Hinterbrack

Eickerhöfe ist ein Ortsteil der Hansestadt Seehausen (Altmark) im Landkreis Stendal in Sachsen-Anhalt.

## Geographie
Der Ort liegt drei Kilometer südlich von Wittenberge und neun Kilometer nördlich von Seehausen (Altmark) im Biosphärenreservat Mittelelbe am Elbgraben. Nördlich des Dorfes beginnt das Naturschutzgebiet Aland-Elbe-Niederung mit den Bracks Vorderbrack und Hinterbrack.
Nachbarorte sind Wittenberge im Norden, Garsedow, Wallhöfe und Lütjenheide im Nordosten, Zwischendeich und Schadebeuster im Osten, Losenrade im Südosten, Hohe Geest und Eickhof im Süden, Geestgottberg im Südwesten sowie Märsche im Westen.

## Geschichte

### Mittelalter bis Neuzeit
Die erste schriftliche Erwähnung vom alten und neuen Eickerhof stammt aus dem Jahr 1608 als „Eckerhoff“. Weitere Nennungen sind 1687 Eickerhoff und 1775 Eickerhöfe. 1804 gab es zwei adlige Güter Alt- und Neu-Eickerhöfe oder Ekerhöfe nebst Küsterhaus, 4 Büdnern, 5 Einliegern und 2 Windmühlen. Schon 1842 gab es ein Schulhaus mit einem Lehrer, der auch Kapellenküster war.
Vorwürfe zur Zauberei und Hexenwahn sind auch aus Eickerhöfe überliefert. Im Jahre 1630 beschuldigte Adam Christoph Gans Edler Herr zu Putlitz auf Eickerhöfe seine Kuhhirtin Susanne Engels als Verursacherin der Schäden an seinem Vieh sowie Diebstahls auf seinem Gehöft. 1663 gab es in Eickerhöfe einen Hexenprozess vor dem Putlitzschen Gericht, in dessen Folge die Hexenverbrennung auf dem heutigen Steinfelder Sand vollstreckt wurde.
Bis zur Errichtung der Elbebrücke Wittenberge im Jahre 1851 hatte die Fähre nach Wittenberge eine große Bedeutung für den Ort. Noch im 20. Jahrhundert war eine Kahnfähre in Betrieb.
Bei der Bodenreform wurde das Rittergut Eickerhöfe 1945 enteignet. Seine landwirtschaftliche Nutzfläche von 254,4 Hektar wurde aufgeteilt: 43 Hektar gingen an die Gemeinde, 38 Hektar an den Bodenfonds und der Rest wurde an 42 Siedler veräußert.

### Herkunft des Ortsnamens
Ein Autor ist der Meinung, der Ortsname ist auf das deutsche Wort „Eiche“ zurückzuführen. Andere meinen, der Name stamme vom wendischen „auka“ ab, zu deutsch „Gans“.

### Eingemeindungen
Bis 1807 gehörte das Dorf zum Seehausenschen Kreis der Mark Brandenburg in der Altmark. Zwischen 1807 und 1813 lag es im Kanton Seehausen auf dem Territorium des napoleonischen Königreichs Westphalen. Ab 1816 gehörte die Gemeinde zum Kreis Osterburg, dem späteren Landkreis Osterburg.
Am 17. Oktober 1928 wurde der Gutsbezirk Eickerhöfe mit der Landgemeinde Losenrade vereinigt, wobei die Enklave mit der Landgemeinde Geestgottberg vereinigt wurde. Der Ortsteil Eickerhöfe gehört seit dem 1. Januar 2010 zu Seehausen. Die Gemeinde Losenrade hatte sich mit anderen Gemeinden zum 1. Januar 2010 zur neuen Gemeinde Hansestadt Seehausen (Altmark) zusammengeschlossen.

### Einwohnerentwicklung
| Jahr | Einwohner |
| ---- | --------- |
| 1775 | 30        |
| 1789 | 35        |
| 1798 | 52        |
| 1801 | 68        |
| 1818 | 85        |
| 1840 | 33        |

| Jahr | Einwohner |
| ---- | --------- |
| 1871 | 076       |
| 1885 | 077       |
| 1892 | [00]089   |
| 1895 | 107       |
| 1900 | [00]085   |
| 1905 | 080       |

| Jahr | Einwohner |
| ---- | --------- |
| 1910 | [00]83    |
| 1925 | [00]82    |
| 2011 | [00]61    |
| 2012 | [00]63    |
| 2014 | [00]53    |
| 2020 | [00]44    |

| Jahr | Einwohner |
| ---- | --------- |
| 2021 | [00]41    |
| 2022 | [0]42     |
| 2023 | [0]39     |

Quelle, wenn nicht angegeben, bis 1905:

## Religion
Die evangelischen Christen aus Eickerhöfe gehörten zu Kirchengemeinde Eickerhöfe, die früher zur Pfarrei Wahrenberg gehörte. Sie werden heute betreut vom Kirchengemeindeverband Beuster-Aland im Pfarrbereich Beuster des Kirchenkreises Stendal im Bischofssprengel Magdeburg der Evangelischen Kirche in Mitteldeutschland.

## Kultur und Sehenswürdigkeiten
- Die Gutskapelle von Eickerhöfe ist ein schlichter, unverputzter Fachwerkbau aus dem Jahr 1708. Bis in die 1970er Jahre wurde sie noch zum Gottesdienst verwendet. Durch fehlende Nutzung und Vernachlässigung geriet die Kapelle in Verfall und ist akut gefährdet. Die Ausstattung ist verloren.[20] Sie ist in Privatbesitz.
- Das Rittergut steht unter Denkmalschutz.

### Friedhof Eickerhöfe
Wilhelm Fascher berichtete Ende des 20. Jahrhunderts über den Friedhof: „An der Kapelle in Eickerhöfe befand sich früher ein kleiner Friedhof. Derselbe wird seit längerer Zeit nicht mehr benutzt. Hinweise und Dokumente bezeugen jedoch, daß sich im Jahre 1813 Gräber beziehungsweise Gruften der Gutsherrschaft auch von Eickhof dort befunden haben.… Im Jahre 1945 gefallene deutsche Soldaten wurden an der Kapelle in Eickerhöfe beigesetzt. Die Gräber, zunächst gepflegt, sind heute bereits kaum noch zu erkennen.“

## Die Sage von der prophetischen Glocke
Unter der Überschrift „Eine Sage“ und „Prophetische Glocke“ gab es im Freimüthigen Abendblatt in Schwerin im Jahre 1831 einen Disput um die Glocke der Kapelle in Eickerhöfe „deren Inschrift alle Ereignisse der neusten und neuern Zeiten im Voraus angekündigt habe“. Das bezog sich auf die Inschrift der Glocke auf der unter anderem steht „Gott bewahre Mich, diese Kirche, und itzige und künftige Patronen sonderlich zur bösen Zeit von Anno 1811 bis 1863“. Diese Glocke hatte Leopold Friedrich Gans im Jahre 1718 von Heinrich Kramer in Salzwedel gießen lassen und er hatte auch die Inschrift verfasst aus seinen Berechnungen zur Offenbarung, die er 1712 in einem Buch veröffentlicht hatte.
Diese berühmte Glocke aus der aufgegebenen Kirche in Eickerhöfe hängt seit April 2019 in der Sankt-Nikolaus-Kirche in Beuster.